# Stemmops osorno
Stemmops osorno är en spindelart som först beskrevs av Claude Lévi 1963.  Stemmops osorno ingår i släktet Stemmops och familjen klotspindlar. Inga underarter finns listade i Catalogue of Life.